# Макаренков, Павел Ефимович
Павел Ефимович Макаренков (1929—2005) — советский и российский  общественно-политический деятель и организатор агропромышленного комплекса. Почётный гражданин Хиславичского района Смоленской области (1999).

## Биография
Родился 4 ноября 1929 года в деревне Борисовка, Починковского района в многодетной семье сотрудника органов НКВД СССР Ефима Демьяновича Макаренкова.
С 1941 года, в период Великой Отечественной войны и во время оккупации гитлеровскими войсками Смоленской области, в возрасте двенадцати лет, П. Е. Макаренков  стал членом и активным участником Краснознаменской подпольно-диверсионной группы, руководителем которой был его отец — Ефим Демьянович Макаренков. П. Е. Макаренков по поручению командования, с риском для своей жизни выполнял разведывательные задания и являлся связным между группой и партизанскими отрядами, занимался сбором оружия и боеприпасов в местах боестолкновений регулярных частей. В конце 1941 года отец П. Е. Макаренкова и многие его боевые товарищи по группе были схвачены и казнены гитлеровцами. После разгрома подпольно-диверсионной группы был участником партизанского движения.
С 1945 года после окончания войны занимался восстановлением сельского хозяйства Починковского района Смоленской области. После окончания Всесоюзного сельскохозяйственного института заочного образования работал участковым агрономом и инженером мелиоративного участка в Починковском районном земельном отделе. С 1952 года был назначен — директором Городищенской машино-тракторной станции Хиславичского района смоленской области. С 1955 по 1956 годы был руководителем сельскохозяйственных отделов Хиславичского и Темкинского районных исполнительных комитетов Советов депутатов трудящихся. С 1956 по 1962 годы был — инструктором сельскохозяйственного отдела Смоленского областного комитета КПСС. С 1962 по 1966 годы работал — вторым секретарём Рославльского городского комитета КПСС. 
С 1966 по 1987 годы, в течение двадцати одного года, П. Е. Макаренков работал —  секретарём Смоленского областного комитета КПСС по вопросам агропромышленного комплекса. В период руководством агропромышленного комплекса районного, городского и областного уровня, за заслуги в области развития сельского хозяйства был награждён тремя орденами Трудового Красного Знамени, и золотыми медалями ВДНХ. Без отрыва от основной деятельности закончил заочное отделение Высшей партийной школы при ЦК КПСС.
С 1987 по 1991 годы работал в посольстве СССР в Германской Демократической республике и Федеральной Республике Германия занимая должность — атташе и советника посла СССР по агропромышленному комплексу.
С 1994 по 2005 годы, в течение одиннадцати лет, П. Е. Макаренков был — первым секретарём Смоленского областного комитета КПРФ и членом ЦК КПРФ. П. Е. Макаренков был так же председателем Смоленского областного отделения общероссийского общественного движения Народно-патриотического союза России и членом Координационного совета этого союза.
В 1999 году «За заслуги перед Хиславичском районом Смоленской области» П. Е. Макаренков был удостоен звания — Почётный гражданин Хиславичского района.
Умер 1 июля 2005 года. Похоронен на Братском кладбище в Смоленске.

## Награды
- Орден Отечественной войны II степени (06.04.1985)
- Три Ордена Трудового Красного Знамени (10.03.1958, 22.03.1966, 11.12.1973)
- Орден «Знак Почёта» (27.08.1971)
- Медаль «За победу над Германией в Великой Отечественной войне 1941—1945 гг.»
- Три Золотые медали ВДНХ[1]

### Звания
- Почётный гражданин Хиславичского района (1999[6])